# رود سویسلاچ
سویسلاچ (بلاروسی: Свіслач، ت. «Śvislač», تلفظ‌شده به صورت [ˈsʲvʲisɫatʂ] ) یا سویسلوچ (روسی: Свислочь) رودخانه‌ای در بلاروس است. این رود که شاخه‌ای در سمت راست رود بریزینا محسوب می‌شود، دارای طولی برابر با ۳۲۷ کیلومتر (۲۰۳ مایل) و حوضه آبریز به مساحت ۵٬۱۶۰ کیلومتر مربع (۱٬۹۹۰ مایل مربع) است.
نام این رود از ریشه «-visl-» به معنای «جاری» گرفته شده که منشأ آن به زبان‌های هندواروپایی بازمی‌گردد (مقایسه کنید با ویستولا).
رود سویسلاچ از مینسک، پایتخت بلاروس، عبور می‌کند.

## نگارخانه

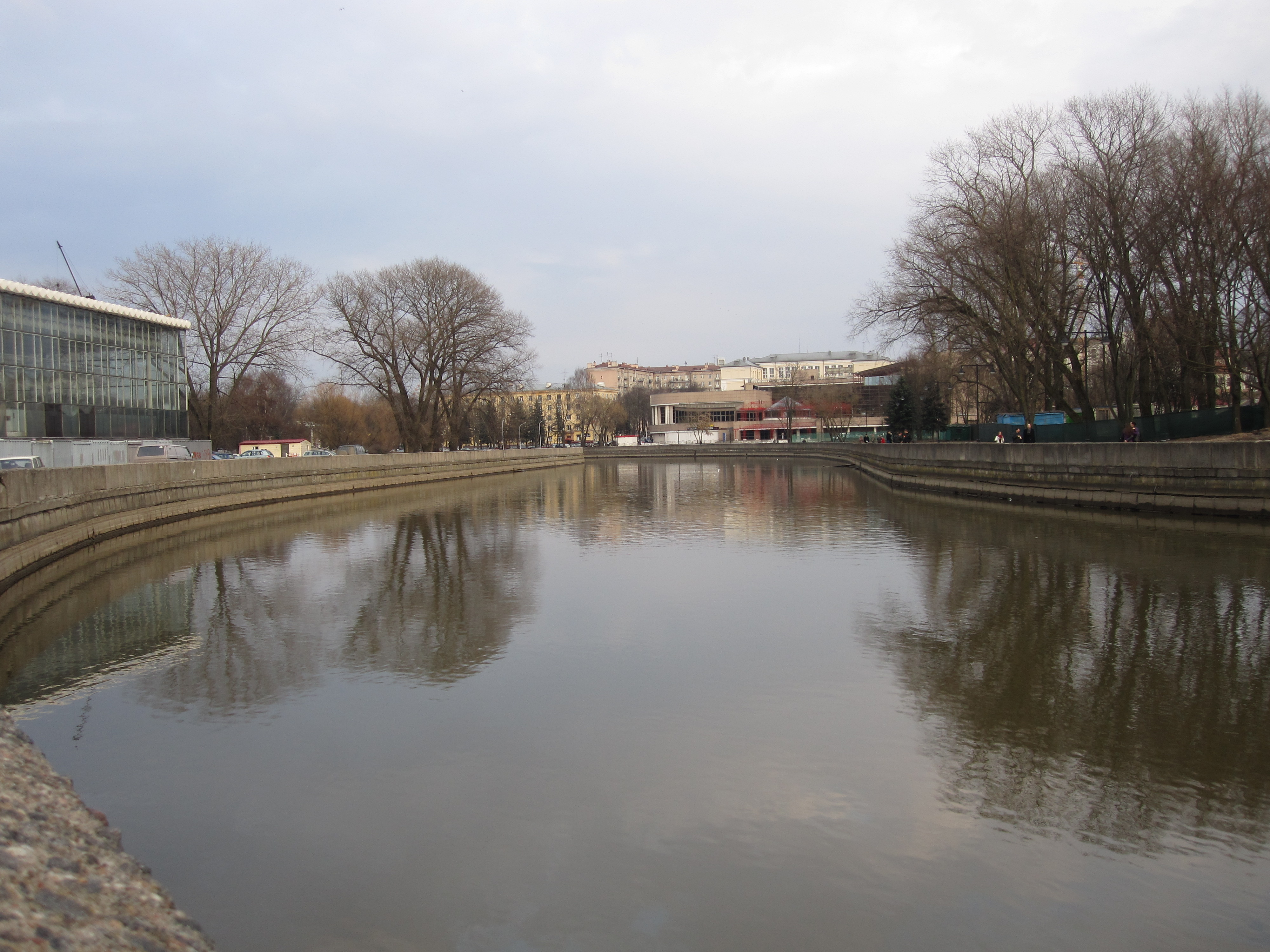
رود سویسلاچ در مینسک
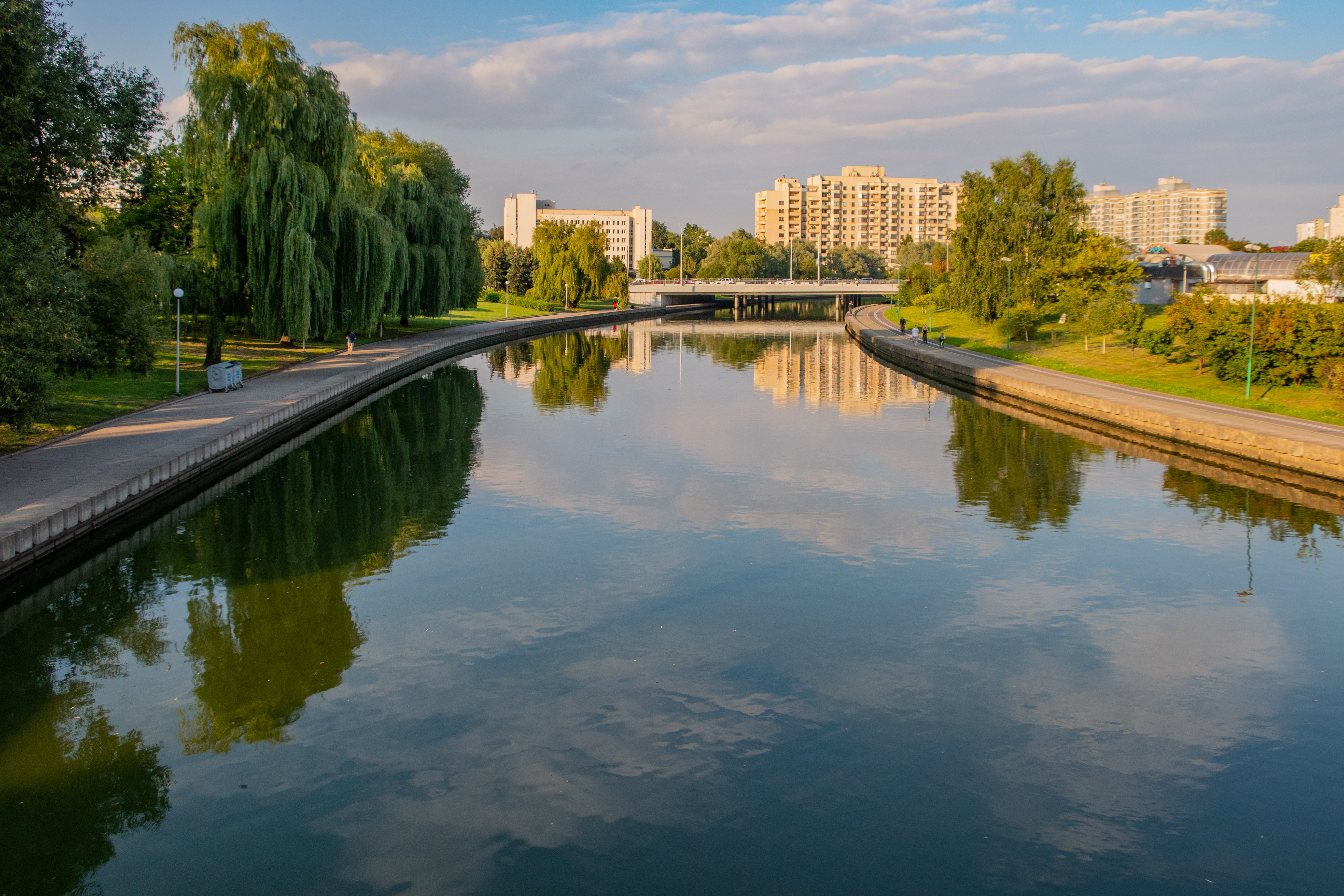
رود سویسلاچ در مینسک
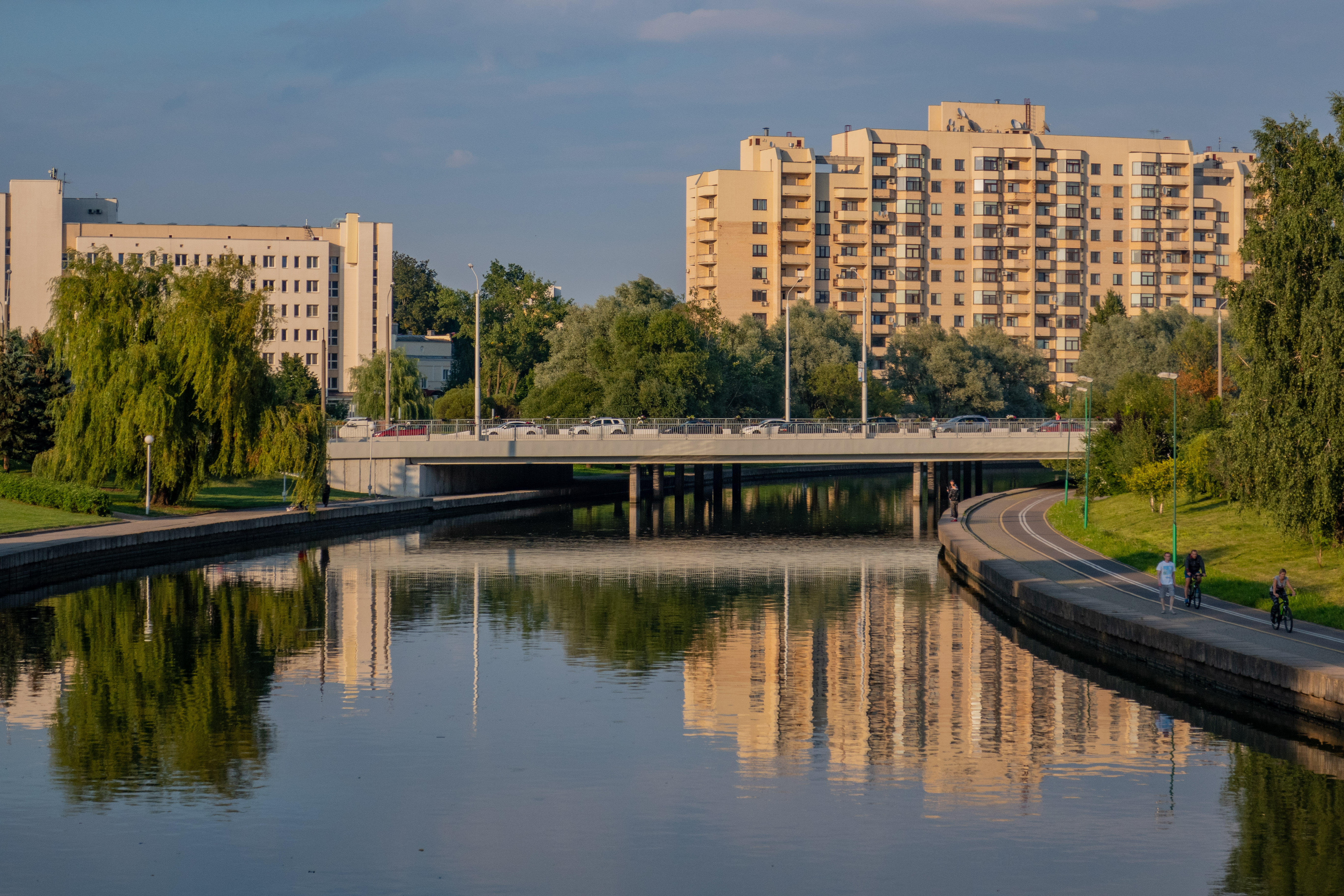
رود سویسلاچ در مینسک
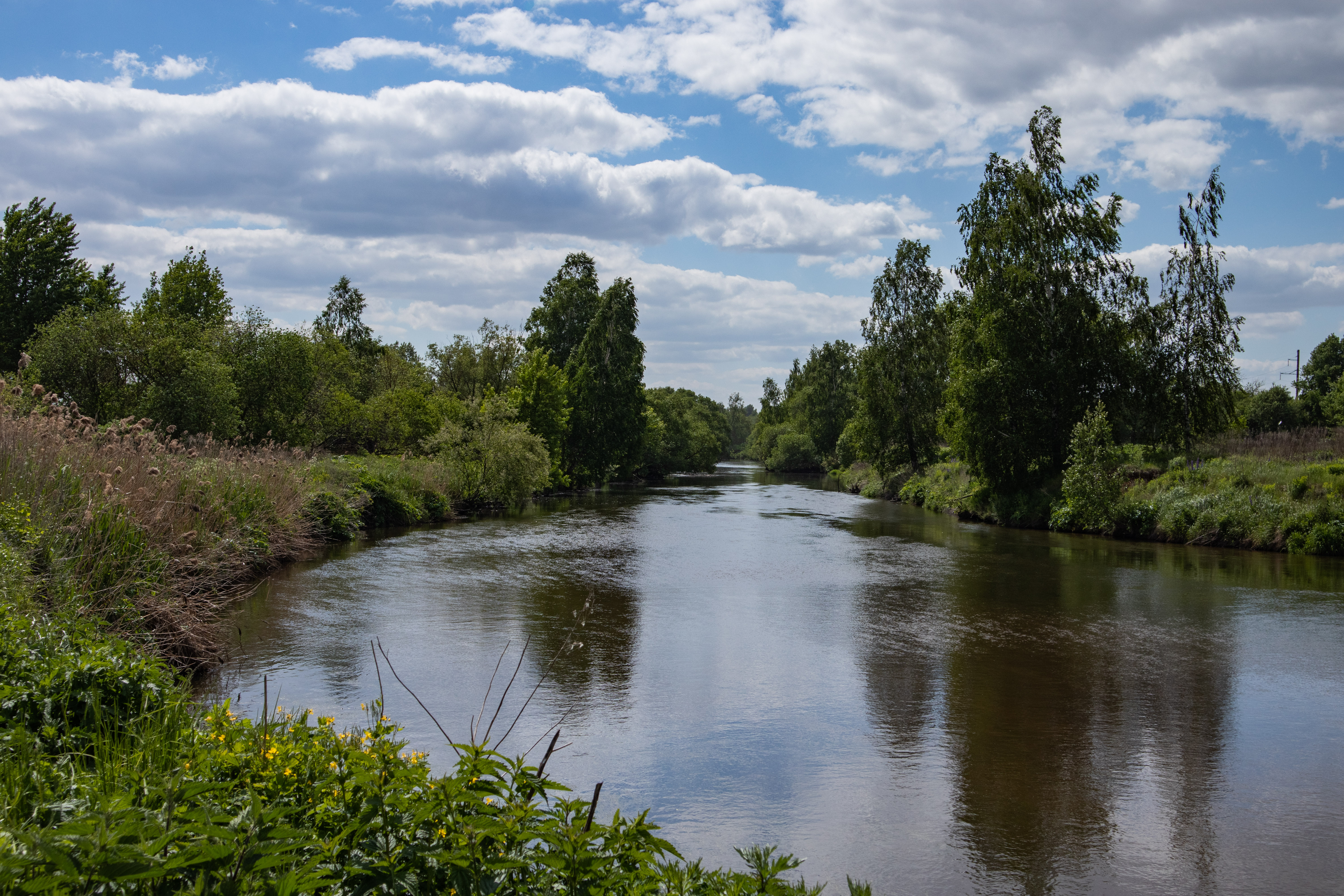
رود سویسلاچ در نزدیکی مینسک
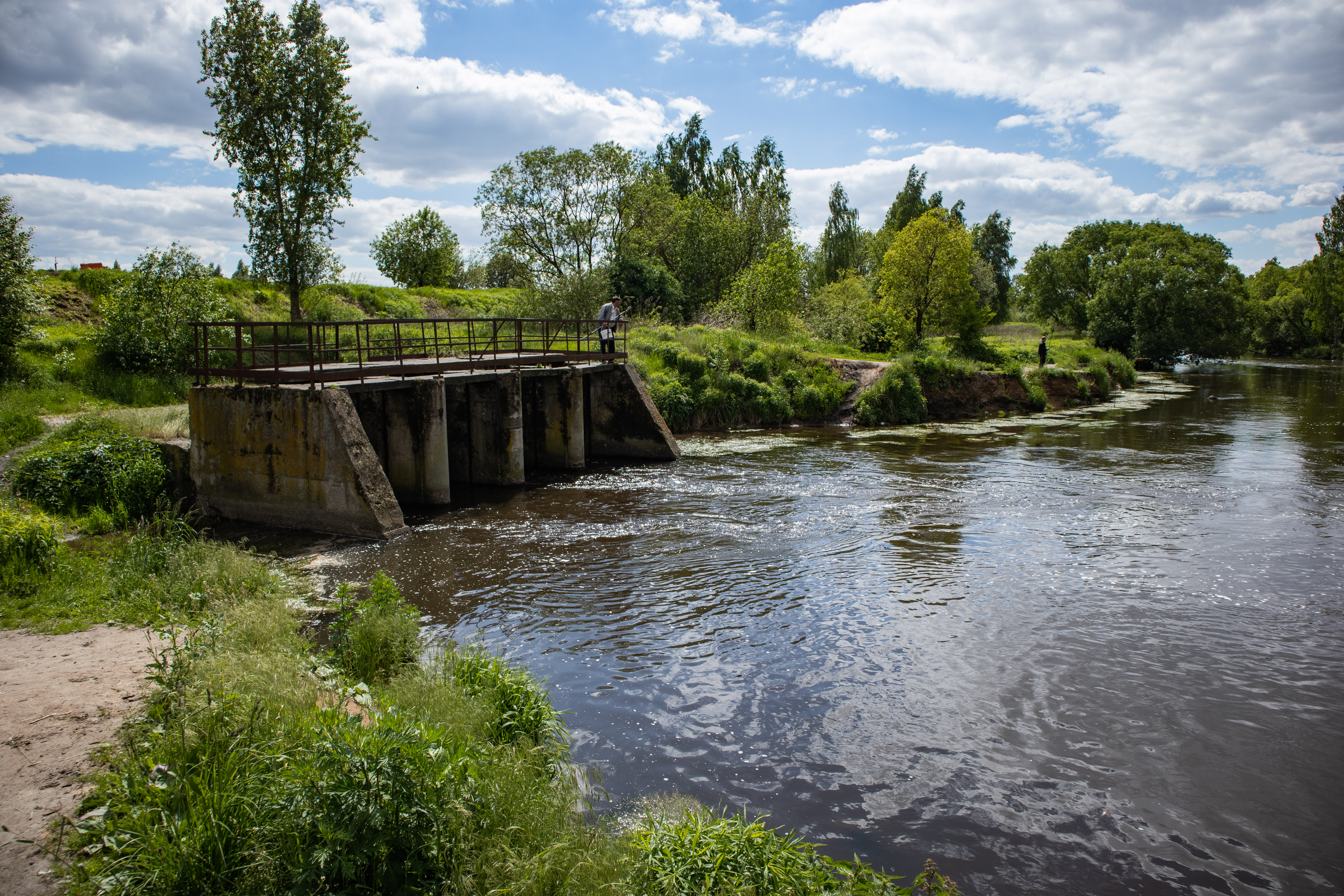
رود سویسلاچ در نزدیکی مینسک